# Cinara laricionis
Cinara laricionis är en insektsart som beskrevs av Binazzi 1980. Cinara laricionis ingår i släktet Cinara och familjen långrörsbladlöss. Inga underarter finns listade i Catalogue of Life.